# Кула на Новия скит
Кулата на Новия скит (на гръцки: Πύργος Νέας Σκήτης) е отбранително съоръжение, разположено на полуостров Света гора, Халкидики, Гърция.

## Местоположение
Кулата е разположена на 800 m надморска височина в северната част на Новия скит, на 20 минути южно от „Свети Павел“. Кулата дава второто име на скита - Скит на кулата (Σκήτη του Πύργου).

## История
Според местните предания кулата е построена по време на управлението на Юстиниан I, но всъщност е построена по времето на Андроник I Комнин около 1150 година.

## Описание
Кулата е запазена в добро състояние и е паметник на крепостното изкуство. Висока е 20 m, а размерите ѝ в основата са 8 m х 7,8 m. Има четири етажа, а на последния етаж е параклисът „Света Анна“. Има квадратен покрив, покрит с плочи. От северната и западната страна има стрехи. От западната страна има покрита веранда.
Кулата е наскоро реставрирана и обновена, за да се използва като сакристия.